# Pomocné vědy historické
Pomocné vědy historické (PVH) jsou souborem speciálních vědních disciplín, jež slouží ke zkoumání a kritickému hodnocení pramenů historických věd. Využívají nejnovější poznatky mnoha oborů, zejména z okruhu přírodních věd. Slouží k určení míry autentičnosti pramene a hodnoty obsažené informace.

## Druhy pomocných věd
Tradičně se uvádí 11 pomocných věd historických:
- paleografie – nauka o starém písmu
- kodikologie – nauka o literárních rukopisech (zvl. středověkých)
- epigrafika – nauka o nápisech
- diplomatika – nauka o úředních písemnostech
- chronologie – nauka o způsobech měření času
- sfragistika – nauka o pečetích
- vexilologie – nauka o vlajkách a praporech
- heraldika – nauka o znacích, z heraldiky bývá někdy vyčleňována
  - faleristika (nauka o vyznamenáních a řádech)
- genealogie – nauka o rodových vztazích
- numismatika – nauka o platidlech
- metrologie – nauka o mírách a vahách

Mezi pomocné vědy historické se nověji řadí i některé další, v určitých případech spíše přírodovědné, disciplíny:
- paleopatologie a dějiny lékařství
- historická geografie[1]
- historická kartografie – nauka o mapách[2]
- historická statistika
- kampanologie – nauka o zvonech a zvonařství